# Deniàtino
Deniàtino (en rus: Денятино) és un poble de l'óblast de Vladímir, a Rússia, segons el cens del 2010 tenia 643 habitants. Pertany al districte municipal de Mélenki.